# 히가시텐가차야 정류장
히가시텐가차야 정류장(일본어: 東天下茶屋停留場, ひがしてんがちゃやていりゅうじょう)은 일본 오사카부 오사카시 아베노구에 있는 한카이 전기 궤도 우에마치 선의 정류장이다. 역 번호는 HN04이다.

## 역사
- 1910년 10월 1일: 난카이 우에마치 선 개업과 동시에 본 정류장 설치.
- 1944년 6월 1일: 회사 합병에 의하여 긴키 닛폰 철도의 역이 됨.
- 1947년 6월 1일: 회사 분리로 인한 난카이 전기철도의 역이 됨.
- 1980년 12월 1일: 난카이 전기철도의 분사로 한카이 전기 궤도의 역이 됨.

## 역 구조
전용 궤도 위에 있어 단선 승강장이 세이메이도리를 끼고 갈지자식에 배치되고 2면 2선으로 구성이 되어 있다. 어느 플랫폼에도 역사가 존재한다. 플랫폼은 상하행선 모두 건널목 바로 앞에 배치되어 있다. 또한, 이 건널목은 제3종 건널목에서 차단기를 설치하여, 2007년 12월 21일 오전 10시부터 제1종 건널목으로 격상되었다.

### 승강장
| 상행 | ■ 우에마치 선 | 덴노지 역앞 방면                                        | 덴노지 역앞 행                 |
| 하행 | ■ 우에마치 선 | 스미요시・아비코미치・하마데라 역앞 방면 한카이 선 직통 | 아비코미치 행 하마데라 역앞 행 |

## 역 주변
이른바 노면전차 정류장이면서, "히가시텐가차야 역전 상점가"라는 역전 상점가를 지니다.
- 오사카 시립 세이메이가오카 초등학교
- 아베노오지 신사
- 아베노세이메이 신사
- 오지 상가

## 사진

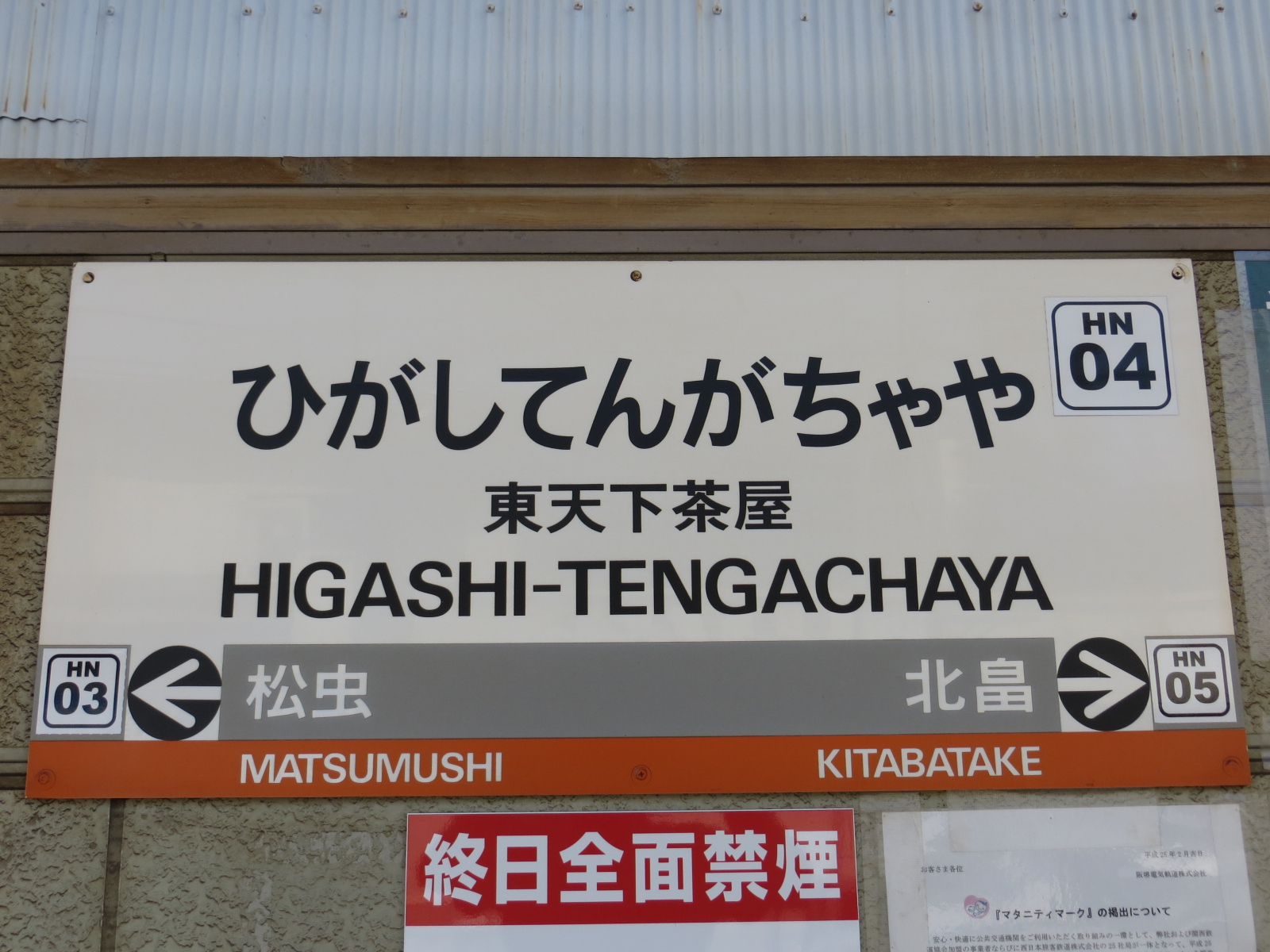
역명판

## 인접역
| 한카이 전기 궤도 ■ 우에마치 선 | 한카이 전기 궤도 ■ 우에마치 선 | 한카이 전기 궤도 ■ 우에마치 선 |
| ------------------------------ | ------------------------------ | ------------------------------ |
| HN03 마쓰무시 덴노지 역앞 방면 |                                | 기타바타케 HN05 스미요시 방면  |